# Hřivínovské pastviny
Hřivínovské pastviny este o arie protejată (sit de importanță comunitară — SCI) din Republica Cehă întinsă pe o suprafață de 13,76 ha, integral pe uscat.

## Localizare
Centrul sitului Hřivínovské pastviny este situat la coordonatele 50°08′51″N 13°06′39″E / 50.1475°N 13.110833°E.

## Înființare
Situl Hřivínovské pastviny a fost declarat sit de importanță comunitară în noiembrie 2009 pentru a proteja 1 specie de animale.

## Biodiversitate
Situată în ecoregiunea continentală, aria protejată nu include niciun habitat protejat.
La baza desemnării sitului se află o specie protejată de  nevertebrate: fluturele auriu (Euphydryas aurinia).